# Everyday Is a Winding Road
Everyday Is a Winding Road is een nummer van de Amerikaanse zangeres Sheryl Crow uit 1996. Het is de tweede single van haar titelloze tweede studioalbum.
Crowded House-zanger Neil Finn verzorgt achtergrondvocalen op het nummer. Het nummer werd een grote hit in Noord-Amerika. Het wist de 11e positie te behalen in de Amerikaanse Billboard Hot 100. In de Nederlandse Single Top 100 haalde het nummer slechts 79e positie, en in Vlaanderen haalde het helemaal geen hitlijsten. Toch werd het nummer wel een radiohit in het Nederlandse taalgebied.